# Hünfeld
Hünfeld är en stad i Landkreis Fulda i Regierungsbezirk Kassel i förbundslandet Hessen i Tyskland.  De tidigare kommunerna Mackenzell, Malges, Michelsrombach, Molzbach, Oberfeld, Oberrombach, Roßbach, Rudolphshan, Rückers och Sargenzell uppgick i Hünfeld 1 februari 1971 följt av Dammersbach, Großenbach, Kirchhasel och Nüst 31 december 1971.